# Jeremías Azaña
Jeremías Azaña (* 28. Juli 2000 in Córdoba) ist ein argentinischer Squashspieler.

## Karriere
Jeremías Azaña spielte 2019 erstmals und seit 2022 regelmäßig auf der PSA Squash Tour, auf der er bislang zwei Titel gewann. Den ersten Titel gewann er in der Saison 2022/23 im November in Boynton Beach. Zwei Jahre darauf im November, in der Saison 2024/25, folgte der zweite Turniersieg in St. Louis. Seine höchste Platzierung in der Weltrangliste erreichte er mit Rang 68 am 17. Februar 2025.
Mit der argentinischen Nationalmannschaft nahm er 2019 an der Weltmeisterschaft teil. Bei seinem Debüt kam er in zwei Partien zum Einsatz und verlor beide. Azaña vertrat Argentinien 2022 zudem bei den World Games in Birmingham, bei denen er im Achtelfinale gegen Miguel Ángel Rodríguez ausschied, sowie bei den Südamerikaspielen in Asunción, bei denen er mit der Mannschaft die Goldmedaille und im Doppel mit Robertino Pezzota die Bronzemedaille gewann. Bei den Panamerikameisterschaften erreichte er 2023 im Einzel, Doppel und mit der Mannschaft jeweils das Halbfinale. Bei den Panamerikanischen Spielen 2023 in Santiago de Chile sicherte er sich mit der Mannschaft mit Silber eine Medaille. Im Einzel schied er in der ersten Runde gegen David Baillargeon aus. 2024 wurde Azaña mit der Mannschaft Vize-Panamerikameister.

## Erfolge
- Vize-Panamerikameister mit der Mannschaft: 2024
- Gewonnene PSA-Titel: 2
- Panamerikanische Spiele: 1 × Silber (Mannschaft 2023)
- Südamerikaspiele: 1 × Gold (Mannschaft 2022), 1 × Bronze (Doppel 2022)